# Magia branca
Magia branca tradicionalmente faz referência ao uso de poderes sobrenaturais ou magia para fins bons e altruístas. No que diz respeito à filosofia das vias esotéricas, a magia branca é o lado benevolente contra o lado maléfico da magia negra. Por causa de seus laços com o tradicional culto pagão à natureza, a magia branca também é frequentemente referida como "magia natural."

## História

### Origens iniciais
Em seu livro de 1978, A History of White Magic, o reconhecido autor ocultista Gareth Knight traça as origens da magia branca às primeiras adaptações da religião paleolítica e o inicio da história religiosa em geral, incluindo as tradições politeístas do Antigo Egito e as ideias monoteístas posteriores do judaísmo e do cristianismo primitivo.
Em particular, ele traça muitas das tradições da magia branca ao culto inicial dos "deuses e deusas da fertilidade e da vegetação que eram geralmente adorados em templos no topo de colinas" e eram "atrativos para uma raça nômade estabelecendo-se a uma vida agrícola". Enfoca em particular nas tribos nômades de língua hebraica e sugere que os primeiros judeus viram o culto de divindades mais em termos de atavismo do que ao mal. Foi somente quando o Império Romano, politeísta e pagão, começou a se expandir que os líderes judeus começaram a se manifestar contra essas ideias.

### Interpretações modernas
Em seu livro de 2009, Magic and Alchemy, Robert M. Place oferece uma ampla definição moderna tanto da magia negra como da branca, preferindo se referir a elas como "alta magia" (branca) e "baixa magia" (negra) com base principalmente nas intenções do praticante que as emprega. Sua definição moderna sustenta que o objetivo da magia branca é a de "fazer o bem" ou "trazer o praticante a um estado espiritual mais elevado" da iluminação ou consciência. Ele reconhece, no entanto, que essa definição mais abrangente (de "alta" e "baixa") padece de preconceitos visto que a magia popular bem intencionada poderá ser considerada "baixa", enquanto que a magia cerimonial envolvendo componentes dispendiosos ou exclusivos poderá ser considerada por alguns como "alta magia", independentemente das intenções.
De acordo com Place, efetivamente toda a magia xamanística pré-histórica seria magia branca "de auxílio" e, portanto, a essência básica dessa magia constituí a base da magia branca moderna: a cura de doenças ou ferimentos, adivinhar o futuro ou interpretar sonhos, encontrar itens perdidos, apaziguar os espíritos, controlar o tempo ou a colheita e gerar boa sorte ou bem-estar.

## Culto à deusa
Ainda que não seja exclusivamente uma persecução feminina, a magia branca moderna é muitas vezes associada a conceitos estereotipados femininos como ao de uma deusa mãe, fadas, espíritos da natureza, união com a natureza e culto à deusa. Nas histórias ou contos de fadas modernos, a ideia de "bruxaria branca" é muitas vezes associada a uma avó bondosa ou um espírito materno carinhoso. A ligação entre a magia branca e a Mãe Terra é um tema regular na obra escrita da praticante Marian Green.
Place explica este conceito com referências a adoração à deusa egípcia antiga.